# نعیم سلیتی
نعیم سلیتی (عربی: نعيم سليتي؛ زادهٔ ۲۷ ژوئیهٔ ۱۹۹۲) بازیکن فوتبال اهل تونس است.
از باشگاه‌هایی که در آن بازی کرده‌است می‌توان به باشگاه فوتبال سدان اشاره کرد.
وی عضو تیم ملی فوتبال تونس در جام جهانی فوتبال ۲۰۱۸ بوده‌است.